# Mohrkirchharde

Das Antoniterkreuz im Wappen von Mohrkirch

Die Mohrkirchharde (dänisch: Mårkær Herred) war eine Harde in Schleswig. 
Die Mohrkirchharde entstand erst 1778 nach Auflösung der königlichen Domäne in Mohrkirch. Die Domäne wiederum geht auf das nach der Reformation 1541 aufgelöste Kloster Mohrkirchen des Antoniterordens zurück. Das Symbol der Harde ist daher auch ein Antoniuskreuz, das auch im Wappen der Gemeinde Mohrkirch und im Angler Wappen abgebildet ist. 
Die Mohrkirchharde gehörte zum Amt Gottorf, das 1867 im Landkreis Schleswig aufging.